# Norges runinskrifter KJ57
N KJ57 är en urnordisk ( 160-560/570 (Imer 2007)) runsten i Elgesem, Sandar socken och Sandefjords kommun. Läses från höger till vänster. Stenen är flyttad till Vikingskipshuset på Bygdøy.

## Inskriften
Translitterering av runraden:
alu
Normalisering till fornvästnordiska:
alu
Översättning till nusvenska:
magik